# Сухой Карамык
Сухой Карамык — река в России, протекает в Ставропольском крае. Устье реки находится в 556 км по левому берегу реки Кума. Длина реки составляет 49 км, площадь водосборного бассейна 293 км².

## Данные водного реестра
По данным государственного водного реестра России относится к Западно-Каспийскому бассейновому округу, водохозяйственный участок реки — Кума от впадения реки Подкумок до Отказненского гидроузла, речной подбассейн реки — подбассейн отсутствует. Речной бассейн реки — бессточные районы междуречья Терека, Дона и Волги.
Код объекта в государственном водном реестре — 07010000612108200001898.